# Julia Zigiotti Olme
Julia Zigiotti Olme (født 24. december 1997) er en kvindelig svensk fodboldspiller, der spiller angreb for engelske Brighton & Hove Albion i FA Women's Super League og Sveriges kvindefodboldlandshold. Hun har tidligere spillet for AIK, Hammarby og BK Häcken i Damallsvenskan. Hendes mor er italiensk.
Hun fik sin officielle debut på det svenske landshold i 4. oktober 2018 i en 2-1-sejr over Norge. Hun blev herefter udtaget til landstræner Peter Gerhardssons officielle trup ved VM i fodbold 2019 i Frankrig, hvor hun var med til at vinde bronze.